# Oppelo
Oppelo – miasto w Stanach Zjednoczonych, w stanie Arkansas, w hrabstwie Conway.